# Древний Сиам (парк)
Древний Сиам (также известный как Древний Город; тайск. เมืองโบราณ, Mueang Boran) — парк в Таиланде, построенный под патронажем Лека Вирияпханта. Расположен на площади 3,2 км².
Первоначальная идея основателя заключалась в создании поля для гольфа с миниатюрами исторически значимых построек Таиланда, расположенных вокруг поля. Во время исследования он обнаружил, что большинство построек сильно повреждены и решил часть из них демонтировать и перенести в парк или воссоздать их реплики в оригинальном, либо уменьшенном масштабе. Часть построек воссоздают утраченные памятники, опираясь на сохранившиеся документы и свидетельства, а также знания об архитектуре соответствующих эпох и регионов.
Древний Сиам называют крупнейшим в мире музеем под открытым небом. Расположенный недалеко от крокодиловой фермы в провинции Самутпракан, «Древний город» имеет 116 структур известных памятников и архитектурных достопримечательностей Таиланда. Общая форма Древнего Сиама примерно соответствуют форме королевства, причем памятники расположены в соответствии с их реальным местонахождением. 
Реплики были построены при содействии специалистов Национального музея для обеспечения исторической точности. Выдающиеся работы включают в себя бывший Большой Дворец Аютии (был уничтожен во время Бирманского вторжения в 1767), святилище Най Мыанге в Накхон Ратчасима, Прэахвихеа на границе с Камбоджей.

## История
Миллионер Лек Вирияпхант с детства интересовался культурой и искусством Таиланда, которое вдохновило его на создание древнего города. Первоначально он намеревался построить тайское картографическое поле для гольфа, где размещались миниатюры важных национальных древних памятников, которые предназначались только для туризма и образования.
Лек начал исследования по созданию древнего города. Он обнаружил, что многие древние места были оставлены в упадке. Таким образом, он изменил изначальную концепцию места развлечения и отдыха на архитектурно-исторический музей под открытым небом с образовательной целью.
Лек постоянно создавал произведения искусства в древнем городе, а также Святилище истины в Паттайе и Музей Эраван в Самут Пракане вплоть до своей кончины 17 ноября 2000 года.